# マイアミ郡 (カンザス州)
マイアミ郡（英: Miami County）は、アメリカ合衆国カンザス州の東部中央に位置する郡である。2010年国勢調査での人口は32,787人であり、2000年の28,351人から15.6%増加した。郡庁所在地はパオラ市（人口5,602人）であり、同郡で人口最大の都市でもある。マイアミ郡は、隣接するミズーリ州カンザスシティを核とするカンザスシティ大都市圏に属している。

## 歴史

### インディアン
マイアミ郡となっている地域の最初の定住者はインディアンであり、主に1820年代から1840年代のことだった。これは東部のオハイオ州、イリノイ州、インディアナ州から立ち退かされ、当時インディアン準州の一部だったこの地域に移動してきた結果だった。インディアンの部族としては、マイアミ族やショーニー族、また連邦を形成するポタワトミー族、ピアンケショー族、カスカスキア族、ウィー族、ピオリア族がいた。当初のマイアミ・インディアン居留地は約50万エーカー (2,000 km2) の広さがあった。当時の白人開拓者は主にインディアンにキリスト教を伝道する者達だった。その後、次々とアメリカ人開拓者が到着してインディアン居留地に家屋を建て、1854年にはアメリカ合衆国政府がマイアミ族から72,000 (288 km2) エーカーを除く土地を購入した。
連邦部族の中の著名な者として、クリスマス・ダグネットやバプテスト・ピオリアがいた。ダグネットは1800年の生まれであり、ウィー族酋長の甥で、インディアナ州から移住してきていた。幾らかの正式な教育を受け、インディアン語数種の他に英語、フランス語、スペイン語を話すことができた。16歳の時にはアメリカ合衆国政府の通訳を務めた。ウィー族と共に現在のマイアミ郡に移住し、1848年に死ぬ前の数年間は酋長だった。バプテスト・ピオリアも1800年頃の生まれであり、ダグネットのように正式な教育は受けなかったが、ショーニ語、デラウェア語、ポタワトミー語など部族の言葉を覚えた。さらに英語やフランス語も話せた。ピオリアはフランス人とインディアンの血を受け継いでおり、ダグネット同様通訳を務め、数年間は酋長になった。ピオリアはパオラ・タウン会社の尊敬されるメンバーになり、1860年代初期から半ばにパオラ市を設立し発展させる推進者だった。ピオリアは1868年に部族と共に新たにインディアン準州に指定された現在のオクラホマ州に移住し、そこで1878年に死んだ。インディアンの幾らかはマイアミ郡に留まり、合衆国市民になった。

### 南北戦争前の時代
1854年のカンザス・ネブラスカ法によってカンザス準州が設立されたときに、1820年のミズーリ妥協は事実上撤廃された。東には奴隷州のミズーリ州があり、マイアミ郡周辺の地域は、奴隷制度廃止運動家と、ミズーリ州から州境を超えてきた奴隷制度擁護派の「ボーダー・ラフィアンズ」との抗争の場になった。暴力沙汰や戦闘は主に1854年から1858年に起こり、境界戦争とも呼ばれ、カンザスは「血を流すカンザス」と呼ばれた。カンザスは当時まだ州になっておらず、奴隷州になるか自由州になるかの争いだった。他の州から多くの奴隷制度廃止運動家が地域に入ってきて、カンザスが自由州として合衆国に加盟する道を確保した。郡内で最も著名な奴隷制度廃止運動家は、ジョン・ブラウンであり、オサワトミー市に移住して、そこを反奴隷制度部隊の本拠地にした。その結果、オサワトミー市や周辺の田園部と町は、この期間の戦闘や暴力沙汰の中心地となった。

### 郡名の由来
マイアミ郡は当初1855年にデイビッド・ライキンズ博士に因んでライキンズ郡として設立された。ライキンズはこの地域でインディアンに対するバプテスト派の伝道師であり、現在のマイアミ郡田園部に彼等のための学校を建てた。また準州委員会の委員を務め、奴隷制度擁護派だった。1861年1月までに、反奴隷制度部隊が主流となり、カンザスは自由州として連邦に加盟した。その結果、ライキンズ博士の奴隷制度擁護の見解が問題にされ、1861年6月3日にマイアミ郡と改名された。その名前は地域に入っていたインディアン、マイアミ族から採られた。

### 天然ガス
1882年、天然ガスの大きなガス田がマイアミ郡田園部、パオラの東7マイル (11 km) で発見された。1886年までに町の広場までパイプラインが敷かれ、ガス灯が灯された。1887年までにパオラ市の街灯は天然ガスを使ったランプになった。1887年までにマイアミ郡全体で他のガス田が発見され、パオラ周辺はガスベルトだと見なされていた。1887年夏、天然ガス祝宴が開催され、人々が天然ガスを使い、それに驚くことを祝った。

## 地域社会
マイアミ郡の位置はカンザスシティの南、車で短時間の距離にあり、住民や訪問者は都市化された地域と田園部双方の生活様式を見ることができる。マイアミ郡と、パオラ、ルイスバーグ、スプリングヒル、オサワトミー、フォンタナ各市は様々な活動を提供している。中でもゴルフ、ハイキング、釣り、狩猟、乗馬、水上スポーツ、天文学、年間を通じて開催される地域祭や行事がある。歴史的な場所や歴史を学ぶための博物館もある。

### マイアミ郡農場ツアー
毎年春には、郡内の農場と農業事業がマイアミ郡農場ツアーに参加する。無料ガイド無しドライブツアーの一部として、家族と共に各農場へ来ることが奨励される。その目的は各農場で農作業や動物に親しむことである。観光客や郡民は農場ツアーを毎年の行事にしてきた。

### 湖
- ヒルズデール湖 - 郡内最大の湖、キャンプ、釣り、水泳、ボート、ハイキングなどができる。乗馬も可能であり、湖東岸には32マイル (51 km) 標識付き道がある。模型飛行機を飛ばすことも盛んである[5]。

- ルイスバーグ・ミドルクリーク湖 - ルイスバーグ市の南7マイル (11 km)、メトカーフ道路沿いにある。ルイスバーグ市の主要水源である。釣りやキャンプができる。釣り船は許されるが、水泳など水上スポーツは禁止されている。カンザス州野生生物公園省が管理している。湖に棲む魚類の種も豊富である。湖とキャンプ場は無料で公開されている。

郡内のその他のことして、以下のものがある。
- ミオラ湖
- マイアミ郡州立湖
- オサワトミー湖
- パオラ湖
- ハンターズ湖
- ワグスタッフ湖[6]

## 法と政府
マイアミ郡はアルコールを禁じる、すなわち「ドライ」の郡だったが、1986年にカンザス州憲法が修正され、住民は投票で個人が嗜むアルコール飲料の販売を承認した。ただし、食料販売量の30%までという制限が付いた。

## 地理
アメリカ合衆国国勢調査局に拠れば、郡域全面積は590.15平方マイル (1,528.5 km2)であり、このうち陸地は576.72平方マイル (1,493.7 km2)、水域は13.43平方マイル (34.8 km2)で水域率は2.28%である。

### 隣接する郡
- ジョンソン郡 - 北
- カス郡 (ミズーリ州) - 東
- ベイツ郡 (ミズーリ州) - 南東
- リン郡 - 南
- アンダーソン郡 - 南西
- フランクリン郡 - 西
- ダグラス郡 - 北西

## 人口動態

人口ピラミッド

以下は2000年の国勢調査による人口統計データである。
| 基礎データ - 人口: 28,351人 - 世帯数: 10,365 世帯 - 家族数: 7,794 家族 - 人口密度: 19人/km2（49人/mi2） - 住居数: 10,984軒 - 住居密度: 7軒/km2（19軒/mi2） 人種別人口構成 - 白人: 95.96% - アフリカン・アメリカン: 1.54% - ネイティブ・アメリカン: 0.52% - アジア人: 0.17% - 太平洋諸島系: 0.01% - その他の人種: 0.44% - 混血: 1.36% - ヒスパニック・ラテン系: 1.59% 年齢別人口構成 - 18歳未満: 27.9% - 18-24歳: 7.3% - 25-44歳: 29.7% - 45-64歳: 23.1% - 65歳以上: 11.9% - 年齢の中央値: 37歳 - 性比（女性100人あたり男性の人口） - 総人口: 97.8 - 18歳以上: 96.0 | 世帯と家族（対世帯数） - 18歳未満の子供がいる: 37.0% - 結婚・同居している夫婦: 63.5% - 未婚・離婚・死別女性が世帯主: 8.0% - 非家族世帯: 24.8% - 単身世帯: 21.0% - 65歳以上の老人1人暮らし: 8.8% - 平均構成人数 - 世帯: 2.66人 - 家族: 3.09人 収入と家計 - 収入の中央値 - 世帯: 46,665米ドル - 家族: 55,830米ドル - 性別 - 男性: 37,441米ドル - 女性: 27,271米ドル - 人口1人あたり収入: 21,408米ドル - 貧困線以下 - 対人口: 5.5% - 対家族数: 3.6% - 18歳未満: 5.4% - 65歳以上: 8.4% |

## 都市と町

### 法人化された都市
都市名の後の数字は2010年国勢調査での人口を示す。
- パオラ , 5,602 - 郡庁所在地
- オサワトミー, 4,447
- スプリングヒル, 5,437、約2平方キロメートルのみが郡内に入っており、大半はジョンソン郡にある
- ルイスバーグ, 4,315
- フォンタナ, 224

## 郡区
マイアミ郡は13の郡区に分けられている。ルイスバーグ市、オサワトミー市、パオラ市、スプリングヒル市は「政治的に独立」と見なされ、下記郡区の数字からは外されている。下表で「人口中心」は最大都市であり、特に大きな数字でなければ、郡区の人口に含まれるものである。
| 郡区 | FIPSコード | 人口中心 | 人口  | 人口密度 /km2 (/sq mi) | 陸地面積 km2 (sq mi) | 水域 km2 (sq mi) | 水域率(%) | 座標                                                              |
| --- | ---------- | -------- | ----- | ---------------------- | -------------------- | ---------------- | --------- | ----------------------------------------------------------------- |
| メアリーズビル                                                                                          | 45100      |          | 2,575 | 20 (51)                | 131 (50)             | 12 (5)           | 8.28%     | 北緯38度40分48秒 西経94度51分31秒 / 北緯38.68000度 西経94.85861度 |
| マイアミ                                                                                                | 46100      |          | 506   | 4 (10)                 | 126 (48)             | 1 (0)            | 0.53%     | 北緯38度27分56秒 西経94度44分47秒 / 北緯38.46556度 西経94.74639度 |
| ミドルクリーク                                                                                          | 46225      |          | 1,649 | 11 (28)                | 151 (58)             | 1 (1)            | 0.89%     | 北緯38度34分8秒 西経94度42分32秒 / 北緯38.56889度 西経94.70889度  |
| マウンド                                                                                                | 48700      |          | 705   | 8 (22)                 | 83 (32)              | 0 (0)            | 0.06%     | 北緯38度25分32秒 西経94度58分56秒 / 北緯38.42556度 西経94.98222度 |
| オーセージ                                                                                              | 53175      |          | 649   | 6 (16)                 | 106 (41)             | 0 (0)            | 0.46%     | 北緯38度26分0秒 西経94度50分58秒 / 北緯38.43333度 西経94.84944度  |
| オサワトミー                                                                                            | 53250      |          | 794   | 9 (23)                 | 90 (35)              | 0 (0)            | 0.12%     | 北緯38度29分7秒 西経94度58分53秒 / 北緯38.48528度 西経94.98139度  |
| パオラ                                                                                                  | 54275      |          | 1,100 | 16 (40)                | 71 (27)              | 0 (0)            | 0.65%     | 北緯38度33分48秒 西経94度51分44秒 / 北緯38.56333度 西経94.86222度 |
| リッチランド                                                                                            | 59475      |          | 1,758 | 11 (27)                | 166 (64)             | 16 (6)           | 8.89%     | 北緯38度40分23秒 西経95度0分11秒 / 北緯38.67306度 西経95.00306度  |
| スタントン                                                                                              | 67925      |          | 925   | 9 (23)                 | 103 (40)             | 0 (0)            | 0.37%     | 北緯38度32分51秒 西経95度0分32秒 / 北緯38.54750度 西経95.00889度  |
| シュガークリーク                                                                                        | 68825      |          | 449   | 4 (11)                 | 104 (40)             | 1 (0)            | 0.63%     | 北緯38度26分40秒 西経94度40分14秒 / 北緯38.44444度 西経94.67056度 |
| テンマイル                                                                                              | 70125      |          | 1,259 | 10 (27)                | 121 (47)             | 1 (0)            | 0.51%     | 北緯38度40分12秒 西経94度45分41秒 / 北緯38.67000度 西経94.76139度 |
| バレー                                                                                                  | 72950      |          | 1,478 | 16 (41)                | 93 (36)              | 0 (0)            | 0.37%     | 北緯38度30分54秒 西経94度52分25秒 / 北緯38.51500度 西経94.87361度 |
| ウィー                                                                                                  | 76225      |          | 1,836 | 16 (41)                | 117 (45)             | 1 (0)            | 0.43%     | 北緯38度39分39秒 西経94度40分49秒 / 北緯38.66083度 西経94.68028度 |
| Sources: “Census 2000 U.S. Gazetteer Files”. U.S. Census Bureau, Geography Division. 2012年4月1日閲覧。 |            |          |       |                        |                      |                  |           |                                                                   |

## 教育

### 統一教育学区
- オサワトミー USD 367
- パオラ USD 368
- ルイスバーグ USD 416